# 아인산염
아인산염(亞燐酸鹽, 영어: phosphite)은 무기화학에서 일반적으로 [HPO3]2−를 지칭하지만 [H2PO3]− ([HPO2(OH)]−)를 포함한다. 아인산염은 아인산(H3PO3)의 짝염기이다. 상응하는 염, 예를 들어 아인산 나트륨(Na2HPO3)은 환원되어 있다.

## 명명법
아인산에 대한 IUPAC의 권장명은 포스폰산이다. 이에 따라 HPO2−
3 이온에 대한 IUPAC 권장명은 포스폰산염(영어: phosphonate)이다. 미국에서 무기 화합물에 대한 IUPAC 명명 규칙은 고등학교에서 가르치지만 교육과정의 "필수" 부분은 아니다. 잘 알려진 대학 수준의 교과서는 IUPAC의 권장 사항을 따른다. 실제로 사용되는 명명 규칙을 결정하기 위해 "아인산염"에 대한 모든 참조를 조사해야 한다.

## 포스폰산염 또는 아인산염이라고 불리는HPO2−3를 함유한 염
|  |

상업적인 관점에서 가장 중요한 아인산염은 염기성 아인산 납이다. 아인산염 이온을 함유하고 있는 많은 염이 구조적으로 조사되었으며, 여기에는 아인산 나트륨 오수화물(Na2HPO3·5H2O), (NH4)2HPO3·H2O, CuHPO3·H2O, SnHPO3, Al2(HPO3)3·4H2O이 포함된다. HPO2−
3의 구조는 대략 사면체이다.
HPO2−
3는 유사한 구조를 가지고 있는 중아황산염 이온(HSO−
3)과 등전자성을 갖도록 하는 다수의 표준 공명 형태를 가지고 있다.
|  |

## HP(O)2OH−를 함유한 염
산 또는 아인산수소는 인산수소 또는 산성 아인산염이라고 한다. IUPAC는 하이드로젠포스포네이트(hydrogenphosphonate)라는 이름을 권장한다. 이들은 음이온인 HP(O)2OH−이다. 비정형 유도체는 염 [NH4][HP(O)2OH]이다. 많은 관련 염들, 예를 들어 RbHPHO3, CsHPHO3, TlHPHO3가 알려져 있다. 이러한 염은 아인산을 금속 탄산염으로 처리하여 제조된다. 이들 화합물은 수소 결합으로 연결된 HPO3 사면체로 구성된 층 고분자 음이온을 포함한다. 이 층은 금속 양이온 층에 의해 삽입된다.
아인산수소의 유기 에스터는 화학식 HP(O)2OR− (R = 유기기)를 갖는 음이온이다. 상업적 예의 하나는 화학식이 [C2H5OP(H)O2]3Al인 살진균제 포세틸알이다..

## 다이포스파이트 또는 피로포스파이트라고 불리는H2P2O2−5를 함유한 염
피로포스파이트(다이포스파이트)는 감압 하에서 산성 아인산염을 가열하여 생성할 수 있다. 이들은 화학식 [HP(O)2O−P(O)2H]2−로 나타낼 수 있는 H
2P
2O2−
5이온을 포함한다.

## 비소 화학에서의 유사성
In contrast to the paucity of evidence for PO3−
3에 대한 증거가 부족한 것과 대조적으로 상응하는 비소 이온인 오르토-아비산염인 AsO3−
3이 알려져 있다. 예로는 Ag3AsO3와 중합체인 메타-아비산염(AsO−
2)
n이 있다. 등전자 아황산염 이온인 SO2−
3는 이것의 염으로 알려져 있다.

## 살균제로 사용
무기 아인산염(HPO2−
3 함유)은 난균류의 균류 유사 병원체와 싸우기 위해 작물에 적용되었다. 아인산염과 인산염(식물의 주요 영양소 및 비료의 성분)의 이름이 유사하기 때문에 상황이 혼란스럽고 아인산염이 식물의 주요 인 공급원으로 작용하기에는 너무 느리게 인산염으로 전환되기 때문에 때때로 비료로 광고되는 것에 대한 논란의 여지가 있다. 사실, 아인산염은 식물에 인산염이 부족할 때 식물독성을 유발할 수 있다. 레모이니(Lemoynie) 및 다른 사람들은 이 복잡한 상황을 설명하고 아인산염을 비료라고 부르는 것이 규제의 복잡성을 피하고 살진균제로 등록함으로써 발생할 수 있는 대중의 부정적인 인식을 피할 수 있었다고 언급했다.
농업에 사용되는 무기 아인산염의 주요 형태는 아인산 칼륨이다. 이 화합물은 칼륨 비료 역할을 한다.

## 같이 보기
- 유기 인 화합물
- 포스핀 – PH3 및 유기 포스핀 PR3
- 산화 포스핀 – OPR3
- 아포스핀산염 – P(OR)R2
- 아포스폰산염 – P(OR)2R
- 포스핀산염 – OP(OR)R2
- 포스폰산염 – 유기 포스폰산염 OP(OR)2R
- 인산염 – PO3−
4
- 유기인산 – OP(OR)3

## 더 읽을거리
- A. Earnshaw; Norman Greenwood (1997). 《The Chemistry of the Elements》 2판. 513–514쪽.